# Guy de Montfort (1244 - 1288/1291)
Pour les articles homonymes, voir Guy de Montfort.
Guy de Montfort, comte de Nola (1244-1288/1291) est le fils de Simon de Montfort, 6e comte de Leicester et d'Aliénor d'Angleterre .

## Biographie
Guy de Montfort participe à la bataille d'Evesham contre les forces royalistes de son oncle, le roi Henri III d'Angleterre, et de son cousin, le prince Edward. Son père et son frère aîné ont été tués  au cours de la bataille. Guy de Montfort est grièvement blessé et fait prisonnier. 
Détenu au château de Windsor jusqu'au printemps 1266, date à laquelle il a soudoyé ses ravisseurs et s'est enfui en France pour rejoindre sa famille exilée. Guy et son frère, Simon le Jeune, ont erré à travers l'Europe pendant plusieurs années, pour finalement se rendre en Italie. 
Guy se met au service de Charles d'Anjou, servant de  vicaire général en Toscane. Il se distingue à la bataille de Tagliacozzo et reçoit Nola de Charles d'Anjou.
En 1271, Guy et Simon découvrent que leur cousin Henri d'Almayne (fils de Richard, comte de Cornouailles ) se trouve à Viterbe à l'église de San Silvestro. Pour se venger de la mort de leur père et de leur frère à Evesham, le 13 mars 1271, Guy et Simon assassinèrent Henry alors qu'il serrait l'autel, implorant grâce.
« Tu n'as eu aucune pitié pour mon père et mes frères », fut la réponse de Guy. Ce meurtre a été perpétré en présence des cardinaux (qui procédaient à une élection papale), du roi Philippe III de France et du roi Charles de Sicile.
Pour ce crime les frères Montfort furent excommuniés, et Dante bannit Guy au fleuve de sang bouillant dans le septième cercle de sa Divine Comédie (Enfer - Chant XII).
La nouvelle parvint en Angleterre et le roi Henri III envoya un greffier de la maison royale pour informer les comtés du nord et l'Écosse de l'excommunication.  Le pape Grégoire X écrivit une lettre (29 novembre 1273) au roi Édouard depuis Lyon, où il se préparait pour un concile œcuménique, que le cardinal Riccardo Annibaldi et le cardinal Giovanni Orsini étaient toujours à Rome et avaient reçu l'ordre de trouver un lieu sûr d'emprisonnement dans les territoires de l'Église pour Guy de Montfort .
Simon mourut plus tard cette année-là à Sienne, « maudit par Dieu, vagabond et fugitif ». Guy fut déchu de ses titres et reprit du service avec Charles d'Anjou, mais fut capturé au large de la Sicile en 1287 par les Aragonais lors de la bataille des comtes . Il est mort dans une prison sicilienne . 

## Famille
En Toscane, il épousa une noble italienne, Margherita Aldobrandesca (Famille Aldobrandeschi), la Dame de Sovana . Avec elle, il eut deux filles : Anastasia, qui épousa Romano Orsini[réf. nécessaire], et Tomasina, qui épousa Pietro di Vico.